# Motocyklowe Grand Prix Kanady
Motocyklowe Grand Prix Kanady – eliminacja Motocyklowych Mistrzostw Świata, która została rozegrana tylko raz, 30 września 1967 roku na torze Mosport International Raceway. Był to przedostatni wyścig tego sezonu (ostatni dla zawodników startujących w najwyższej klasie 500). W królewskiej klasie 500 cm3 zwyciężył Brytyjczyk Mike Hailwood na Hondzie. Zawodnik ten wygrał również rywalizację w klasie 250 cm3. W klasie 125 cm3 najlepszy okazał się jego rodak Bill Ivy na motocyklu Yamahy.

## Zwycięzcy
| Sezon | Tor     | Zwycięzcy (w nawiasie motocykl) w klasie | Zwycięzcy (w nawiasie motocykl) w klasie | Zwycięzcy (w nawiasie motocykl) w klasie |
| Sezon | Tor     | 125 cm3                                  | 250 cm3                                  | 500 cm3                                  |
| ----- | ------- | ---------------------------------------- | ---------------------------------------- | ---------------------------------------- |
| 1967  | Mosport | Bill Ivy (Yamaha)                        | Mike Hailwood (Honda)                    | Mike Hailwood (Honda)                    |